# Onechte spitskopschildpad
De onechte spitskopschildpad (Pseudemydura umbrina) is een schildpad uit de familie slangenhalsschildpadden (Chelidae).

## Naam en indeling
De wetenschappelijke naam van de soort werd voor het eerst voorgesteld door Friedrich Siebenrock in 1901. Het is de enige soort uit het monotypische geslacht Pseudemydura. De geslachtsaanduiding Pseudemydura betekent vrij vertaald 'pseudo-emydura' ofwel onechte Emydura. Deze naam slaat op het feit dat de soort enigszins lijkt op de schildpadden uit het geslacht van de 'echte' spitskopschildpadden of grootkopschildpadden (Emydura). De onechte spitskopschildpad heeft echter enkele afwijkende lichaamskenmerken, zoals een andere schedelbouw. De soortaanduiding umbrina is afgeleid van het Latijnse woord umbra, dat 'spook' of 'schaduw' betekent en slaat op de vrij donkere lichaamskleur.
Het geslacht werd in 1977 door Eugene S. Gaffney toegewezen aan de monotypische onderfamilie Pseudemydurinae, en is dus de enige vertegenwoordiger van deze groep.

## Uiterlijke kenmerken
De schildpad kan een rugschildlengte bereiken van maximaal vijftien centimeter. De schildkleur is lichtbruin tot zwart van kleur, de schildrand is lichter tot witgeel. Van bovenaf gezien doet het brede schild enigszins vierkant aan. De schildplaten zijn gerimpeld en hebben een lederachtige structuur. De wervelschilden zijn breder dan lang bij de volwassen dieren.
Het buikschild is relatief breed en lang, er is een inkeping aan de achterzijde van het buikschild. De plastronformule is als volgt: intergul > an > pect > abd > fem > gul > hum.
De kop is relatief breed en plat, aan de nek zijn lange, kegelvormige uitsteekseltjes gepositioneerd. Onder de kin zijn twee kleine baarddraden aanwezig. De kop, poten en staart zijn grijs tot donkergrijs van kleur, de onderzijde van de ledematen is lichter tot wit en heeft zwarte vlekjes. De kop is relatief groot en eindigt spits, de nek is korter dan die van verwante soorten. De zwemvliezen zijn goed ontwikkeld en zowel de poten als de staart zijn vrij kort.
De vrouwtjes worden slechts iets groter dan de mannetjes en hebben een kortere staart.

## Levenswijze
Gedurende een deel van het jaar leeft de schildpad in het zoete water maar tijdens de warme delen van het jaar drogen de meeste wateren op. De schildpad is alleen in de winter en lente actief; in de zomer vallen de moerassen droog en houdt de schildpad een zomerrust. Het dier overzomert dan in de bodem tot na de eerste regenbuien. De schildpad graaft hiertoe een diep hol tot een bepaalde vochtigheid is bereikt en kan maandenlang schuilen tegen de droogte. Op het menu staat vooral vlees, de onechte spitskopschildpad is een carnivoor die leeft van insectenlarven, kreeftachtigen en kikkervisjes.

### Voortplanting
In november worden de eieren afgezet, dit zijn er drie tot vijf per keer (meestal twee tot drie) maar soms wordt slechts een enkel ei geproduceerd. De nesten worden gemaakt in beschaduwde delen of onder begroeiing om oververhitting te voorkomen. De juvenielen groeien zeer snel en kunnen al na drie jaar een lichaamslengte van twaalf centimeter bereiken. Hiermee is de onechte spitskopschildpad een van de de snelst groeiende schildpadsoorten. Dit waarschijnlijk een aanpassing op de lange droge periode waardoor de jonge dieren snel moeten groeien om bestand te zijn tegen de droogte.

## Verspreiding en habitat
De onechte spitskopschildpad komt endemisch voor in delen van Australië en leeft alleen in de staat West-Australië. De soort is alleen te vinden in twee natuurreservaten, het 53 hectare tellende Ellen Brook en het 142 hectare grote Twin Swamps in het zuidwesten. De habitat bestaat uitsluitend uit tijdelijke moerassen die in het natte seizoen vollopen en in het droge jaargetijde vrijwel volledig opdrogen.

## Bedreiging en bescherming
Lange tijd stond deze soort op de rand van uitsterven, er waren nog maar 30 exemplaren over in een enkele populatie. De enige andere populatie (Twin Swamps) werd beschouwd als uitgeroeid. In plaats van lijdzaam toekijken heeft men er alles aan gedaan om de soort er weer bovenop te krijgen, zoals het plaatsen van hekken tegen roofdieren, het aanvoeren van water in de moerassen waar de soort leeft in droge jaren en het in de gaten houden van genetische variatie opdat geen inteelt optreedt. Daarnaast wordt gepoogd om de natuurlijke habitat te herstellen en jonge dieren te vangen en op te kweken in gevangenschap zodat ze een betere overlevingskans hebben. Ten slotte wordt het aantal nesten en volwassen exemplaren continu gemonitord en zijn informatiecampagnes opgezet om de bevolking te informeren over de kritieke status van de schildpad.
Belangrijke bedreigingen zijn door de mens geïntroduceerde dieren, zoals vossen die op de kleine schildpadden en de eieren jagen en konijnen die door hun graafgedrag de nesten verstoren. Degelijke dieren worden bestreden door geëlektrificeerde hekken te plaatsen tegen vossen en konijnen te vergiftigen. De groei van de Australische miljoenenstad Perth zorgt voor een bedreiging van de habitat; de ondiepe moerassen waar deze soort leeft.

### Huidige status
De status van de soort is niet meer zo dramatisch als eind jaren tachtig maar de schildpad is nog steeds erg zeldzaam. De schildpad is bijna uitgestorven en staat op de lijst van 25 meest bedreigde schildpadden. In 2004 werd het aantal exemplaren in het wild geschat op ongeveer 250 en er leefden ongeveer 200 dieren in gevangenschap. Ongeveer vijftig dieren in het wild zijn volwassen en kunnen zich voortplanten. Door de internationale natuurbeschermingsorganisatie IUCN is de beschermingsstatus 'ernstig bedreigd' toegewezen (Critically Endangered of CR).